# Mytilaria laosensis
Mytilaria laosensis är en trollhasselart som beskrevs av Paul Lecomte. Mytilaria laosensis ingår i släktet Mytilaria och familjen trollhasselfamiljen. Inga underarter finns listade i Catalogue of Life.